# Ocupación de Letonia por la Alemania nazi

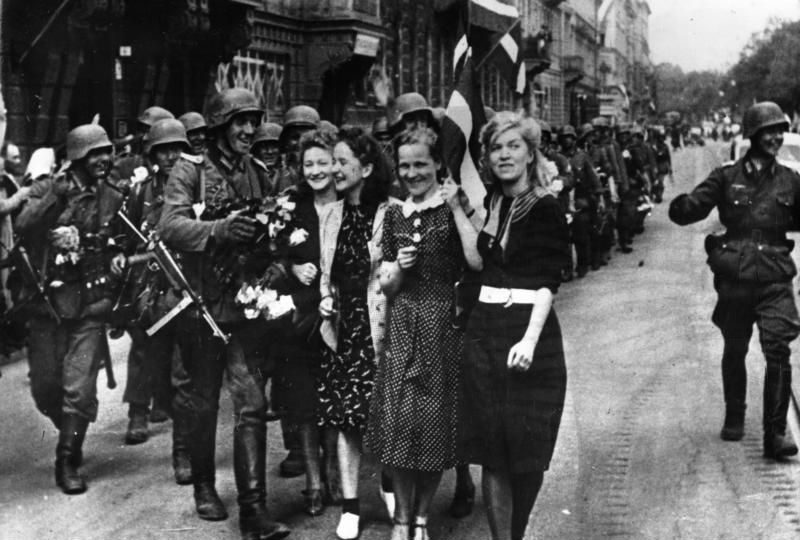
Soldados alemanes entrando a Riga en julio de 1941.

La ocupación de Letonia por la Alemania nazi se inició el 10 de julio de 1941 hasta el 9 de mayo de 1945, el ejército alemán había ocupado completamente el territorio de Letonia. Letonia pasó a formar parte de Alemania, bajo el nombre de la Provincia General de Letonia (en alemán, Generalbezirk Lettland), dentro del Reichskommissariat Ostland. Cualquier opositor a la ocupación alemana, así como quienes cooperasen con la Unión Soviética, eran asesinados o enviados a campos de concentración, en concordancia con el Generalplan Ost.: 56 

## Persecuciones
En julio de 1941, inmediatamente después del establecimiento de una nueva autoridad bajo control alemán, dio comienzo la eliminación de la población judía y gitana, siendo Rumbula, entre otros, el lugar donde tuvieron lugar la mayor parte de los asesinatos en masa. Los asesinatos fueron cometidos por el Einsatzgruppe A, por la Wehrmacht y, en Liepāja (Šķēde), por los Marines. Los colaboradores letones, incluyendo entre 500 y 1.500 miembros del comando Arājs (que, por sí solo, mató unos 26 000 judíos), así como otros miembros del Sicherheitsdienst, también tomaron parte de los asesinatos. Hacia el final de 1941, prácticamente la totalidad de la población judía había sido exterminada. Además, unos 25.000 judíos habían sido llevados desde Alemania, Austria y la actual República Checa, de los que 20.000 fueron ejecutados.
Durante los años de la ocupación nazi se ejecutó a 90.000 personas, de las cuales aproximadamente 70.000 eran judíos y 2.000 gitanos. El resto de los asesinados fueron civiles cuyas opiniones o actividades eran inaceptables para los alemanes. Tanto judíos como gitanos fueron eliminados como consecuencia de las teorías raciales nazis.

## Resistencia
Algunos letones opusieron resistencia a la ocupación nazi. Žanis Lipke arriesgó su vida para salvar la vida de más de cincuenta judíos. El movimiento de resistencia letón se dividía entre los que estaban a favor de la independencia bajo el Consejo Central Letón, y los que estaban a favor de la Unión Soviética bajo el gobierno del Comité Central del Movimiento Partisano, en Moscú. Su comandante letón era Arturs Sproģis. El Consejo Central Letón publicaba ilegalmente el diario Brīvā Latvija (Letonia Libre), donde se promovía la idea de renovar la democracia en Letonia después de la guerra.

## Conscripción de letones por la Alemania nazi
Los alemanes conscribieron los habitantes de Letonia a su ejército. Durante la Segunda Guerra Mundial, más de 200.000 soldados letones fueron reclutados, la mitad de los cuales murieron en batalla.

## Letones en los ejércitos alemán y soviético
La Unión Soviética alistó obligatoriamente en su ejército unidades del ejército letón, así como letones que estaban en Rusia a causa de guerras anteriores o que originalmente vivían allí. La Alemania nazi también movilizó soldados que pertenecían a Letonia. Al principio se llevaron a cabo campañas de reclutamiento voluntario, pero cuando dejaron de tener éxito se empezó a obligar a los soldados a alistarse en la 15.ª División Waffen SS de Granaderos. En 1943 y 1944, las dos divisiones de las Waffen SS estaban compuestas mayoritariamente por soldados letones cuyo objetivo era luchar contra el ejército soviético. En 1944, el combate más cruento tuvo lugar en Letonia, resultando el bando soviético vencedor.

## Derrota y retirada de las fuerzas alemanas
En 1944, el Ejército rojo levantó el asedio de Leningrado y reconquistó la zona del Báltico, junto con gran parte de Ucrania y Bielorrusia. La Alemania Nazi comenzó a sufrir derrotas regulares en el frente oriental y se retiró hacia el Oeste. A mediados de julio de 1944, el ejército soviético nuevamente cruzó la frontera de Letonia anterior a la guerra, y el 13 de octubre habían vuelto a capturar la capital de Letonia, Riga. A mediados de octubre, el ejército alemán, que incluía la "Legión Letona", fue situado en Kurzeme, en la "Bolsa de Courtland".
Unos 200.000 soldados alemanes resistieron en Curlandia. Fueron atrapados entre el Mar Báltico y las líneas soviéticas mientras el ejército soviético se concentraba sobre ataques en Prusia oriental, Silesia, Pomerania, y finalmente en Berlín. El Coronel General Heinz Guderian, jefe del Personal general alemán, insistió en que las tropas en Curlandia fueran evacuadas por mar y usadas para la defensa del Reich. Sin embargo, Hitler se negó y ordenó a las fuerzas alemanas en Curlandia que resistiesen. Las creía necesarias para proteger las bases de submarinos alemanes a lo largo de la costa del mar Báltico. El 15 de enero de 1945, el Grupo de Ejércitos Curlandia (del alemán: Heeresgruppe Kurland) fue formado bajo el Coronel General Dr. Lothar Rendulic. Hasta el fin de la guerra, El Grupo de Ejércitos Curlandia (incluyendo divisiones como la legión SS Letonés Freiwiliger) defendió con éxito el área donde fueron asediados. Aguantó hasta el 8 de mayo de 1945, cuando el Coronel General Carl Hilpert, último comandante de grupo, se rindió ante el mariscal Leonid Góvorov. En este momento, el grupo consistía en unas 31 divisiones de fuerza variable. Aproximadamente 203.000 efectivos del Grupo de Ejército Curlandia fueron deportados a campos de prisioneros soviéticos en el Este, después de la rendición el 9 de mayo. 
Muchos letones huyeron a través de este campo de batalla en botes pesqueros y barcos a Suecia y Alemania, desde donde emigraron a varias partes del mundo, en su mayoría a Australia y Norteamérica. Aproximadamente 150.000 letones terminaron en el exilio en Occidente.

## Después de la Segunda Guerra Mundial
Se estima que, como resultado de la guerra, la población de Letonia disminuyó de 500.000 a 300.000 personas (un descenso del 25% en comparación con 1939). La guerra también dañó gravemente la economía: muchas ciudades históricas fueron destruidas, así como la industria y las infraestructuras. 
A partir de 1940, la mayoría de los gobiernos occidentales no reconocieron la incorporación de Letonia y de los otros estados bálticos a la Unión Soviética. La única excepción fue Suecia, que devolvió a la Unión Soviética los miembros de la "Legión de Letonia", que habían terminado en Suecia a finales de la guerra, y le entregó las oficinas de representación diplomática de los países bálticos en Estocolmo. Después de la guerra, los Estados Unidos aplicaron la presión más persistente en la Unión Soviética sobre los estados bálticos que querían la independencia. A lo largo de todo el período de la ocupación, la embajada de Letonia independiente continuó funcionando en Washington D. C.[cita requerida]